# John Gilmour (ishockeyspelare)
John Gilmour, född 17 maj 1993, är en kanadensisk professionell ishockeyback som är kontrakterad till NHL-organisationen Buffalo Sabres och spelar för deras farmarlag Rochester Americans i AHL.
Han har tidigare spelat på NHL-nivå för New York Rangers och på lägre nivåer för Hartford Wolf Pack i AHL, Providence Friars (Providence College) i NCAA och Cedar Rapids Roughriders i USHL.
Gilmour draftades i sjunde rundan i 2013 års draft av Calgary Flames som 198:e spelare totalt.

## Statistik
| 2010–2011   | Gilmour Lancers          |             | 13  | 4  | 7  | 11  | 8  | 3 | 0 | 2 | 2 | 0 |
| 2011–2012   | Cedar Rapids Roughriders | USHL        | 58  | 10 | 14 | 24  | 14 | 2 | 0 | 1 | 1 | 0 |
| 2012–2013   | Providence Friars        | NCAA        | 38  | 4  | 9  | 13  | 35 | — | — | — | — | — |
| 2013–2014   | Providence Friars        | NCAA        | 39  | 5  | 13 | 18  | 22 | — | — | — | — | — |
| 2014–2015   | Providence Friars        | NCAA        | 30  | 4  | 7  | 11  | 10 | — | — | — | — | — |
| 2015–2016   | Providence Friars        | NCAA        | 34  | 9  | 14 | 23  | 18 | — | — | — | — | — |
| 2016–2017   | Hartford Wolf Pack       | AHL         | 76  | 6  | 19 | 25  | 18 | — | — | — | — | — |
| 2017–2018   | New York Rangers         | NHL         | 28  | 2  | 3  | 5   | 14 | — | — | — | — | — |
|             | Hartford Wolf Pack       | AHL         | 44  | 6  | 20 | 26  | 22 | — | — | — | — | — |
| 2018–2019   | New York Rangers         | NHL         | 5   | 0  | 0  | 0   | 4  | — | — | — | — | — |
|             | Hartford Wolf Pack       | AHL         | 70  | 20 | 34 | 54  | 31 | — | — | — | — | — |
| NHL totalt  | NHL totalt               | NHL totalt  | 33  | 2  | 3  | 5   | 18 | — | — | — | — | — |
| AHL totalt  | AHL totalt               | AHL totalt  | 190 | 32 | 73 | 105 | 71 | — | — | — | — | — |
| NCAA totalt | NCAA totalt              | NCAA totalt | 141 | 22 | 43 | 65  | 85 | — | — | — | — | — |